# Максім Естів
Максім Естів (фр. Maxime Estève, нар. 26 травня 2002, Монпельє, Франція) — французький футболіст, центральний захисник клубу «Бернлі» та молодіжної збірної Франції.

## Клубна кар'єра

### «Монпельє»
Максім Естів народився у місті Монпельє і займатися футболом почав у місцевому однойменному клубі. У 2011 році він приєднався до молодвжної команди клубу. У листопаді 2019 року Естів був включений до другої клубної команди. І з того сезону став регулярно виступати за другу клубну команду у Національному дивізіоні.
Сезон 2021/22 футболіст почав вже у першій команді. Свою першу гру в основі Естів зіграв 8 серпня 2021 року, коли вийшов у стартовому складі на матч Ліги 1 проти марсельського «Олімпіка». 23 вересня 2021 року Максім підписав з клубом свій перший професійний контракт.

### «Бернлі»
1 лютого 2024 року Естеве на правах оренди перейшов до англійського клубу «Бернлі» до кінця сезону з опцією викупу.
21 травня 2024 року «Бернлі» оголосив, що було прийнято рішення викупити гравця.

## Збірна
Естів виступав за молодіжну збірну Франції, граючи за команду Франції U20.
Після травм в клубі «Бернлі», він самостійно прийняв рішення знятися зі складу збірної Франції яка братиме участь в Олімпійських іграх 2024 року і був замінений на Лоїка Баде.

## Статистика виступів

### Статистика клубних виступів
Станом на 3 травня 2025
| Клуб              | Сезон                | Ліга                 | Ліга | Ліга | Національний кубок | Національний кубок | Кубок ліги | Кубок ліги | Інщі | Інщі | Усього | Усього |
| Клуб              | Сезон                | Чемпіонат            | Ігри | Голи | Ігри               | Голи               | Ігри       | Голи       | Ігри | Голи | Ігри   | Голи   |
| ----------------- | -------------------- | -------------------- | ---- | ---- | ------------------ | ------------------ | ---------- | ---------- | ---- | ---- | ------ | ------ |
| Монпельє          | 2020–21              | Ліга 1               | 0    | 0    | 0                  | 0                  | —          | —          | —    | —    | 0      | 0      |
| Монпельє          | 2021–22              | Ліга 1               | 24   | 0    | 0                  | 0                  | —          | —          | —    | —    | 24     | 0      |
| Монпельє          | 2022–23              | Ліга 1               | 23   | 0    | 1                  | 0                  | —          | —          | —    | —    | 24     | 0      |
| Монпельє          | 2023–24              | Ліга 1               | 12   | 1    | 2                  | 0                  | —          | —          | —    | —    | 14     | 1      |
| Монпельє          | Усього за «Монпельє» | Усього за «Монпельє» | 59   | 1    | 3                  | 0                  | —          | —          | —    | —    | 62     | 1      |
| → «Бернлі»        | 2023–24              | Прем'єр-ліга         | 16   | 0    | —                  | —                  | —          | —          | —    | —    | 16     | 0      |
| «Бернлі»          | 2024–25              | Чемпіоншип           | 46   | 1    | 2                  | 0                  | 0          | 0          | —    | —    | 48     | 1      |
| «Бернлі»          | Усього за «Бернлі»   | Усього за «Бернлі»   | 62   | 1    | 2                  | 0                  | 0          | 0          | —    | —    | 64     | 1      |
| Усього за кар'єру | Усього за кар'єру    | Усього за кар'єру    | 121  | 2    | 5                  | 0                  | 0          | 0          | —    | —    | 126    | 2      |

## Досягнення
Індивідуальні
- Команда сезону EFL Championship: 2024–25[10]